# Grow shop

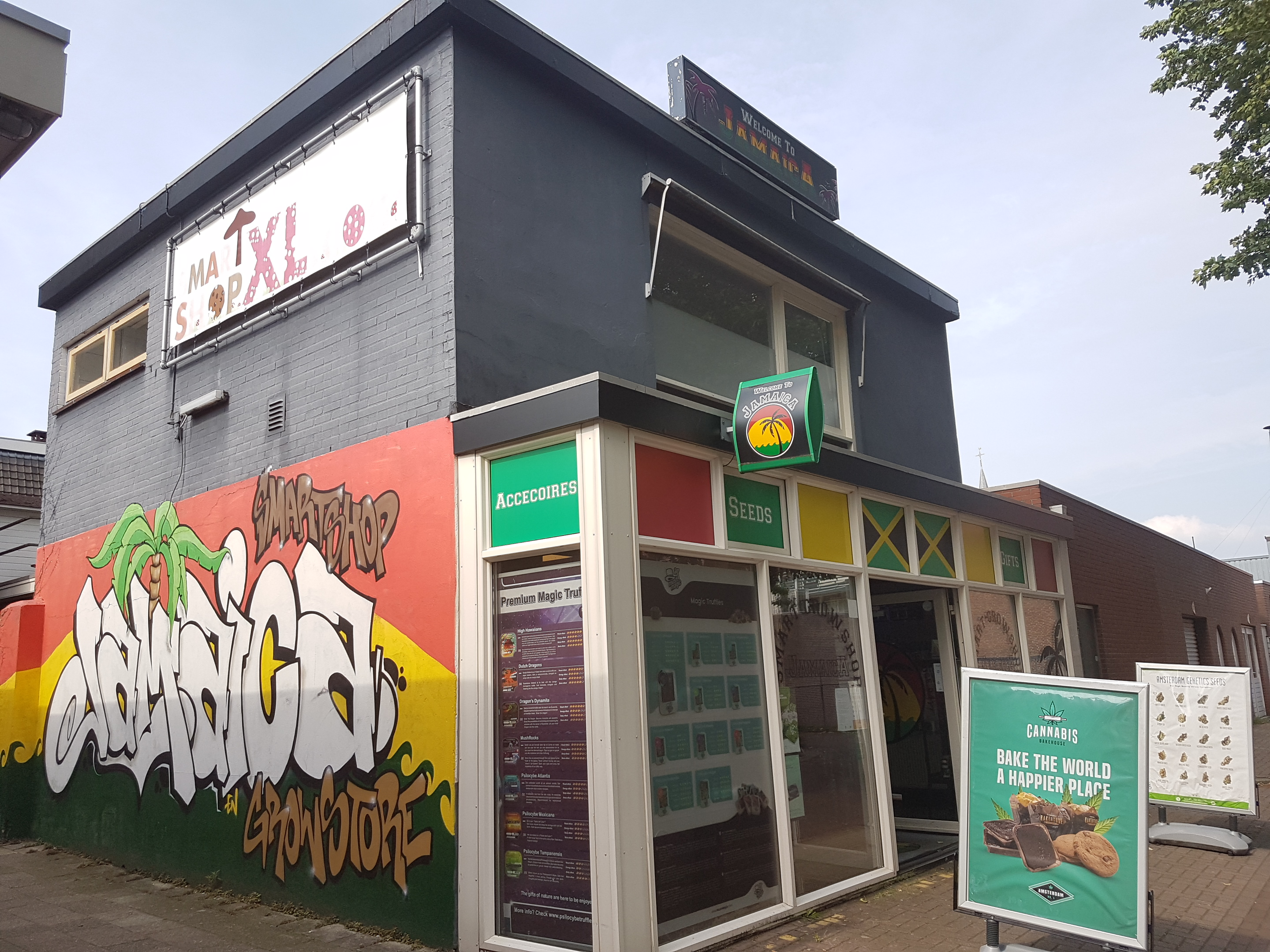
Un grow shop à Winterswijk

Les grow shops, ou plus communément écrits growshops (magasin de culture en français), sont des boutiques spécialisées dans la vente de produits pour la culture d'intérieur . Ces magasins physiques ou en ligne vendent généralement toute sorte de produits : matériel pour l'hydroponie, l'aéroponie ou la culture basique en terre.Ainsi que le matériel liés a la création de son jardin d'intérieur. Les clients principaux de ces boutiques sont des passionnés d'horticulture ou de plantes exotique,.

## Matériel et accessoires
Il est généralement possible de trouver tout le matériel nécessaire pour la culture d'intérieur ou d'extérieur : lampes, terre, engrais ou boosters, mais ne vendront jamais de produits considéré comme illicite dans le pays de vente. Toutefois, l'équipement et les produits commercialisés vous permettront de vous procurer et de faire pousser du chanvre pour votre propre consommation, mais aussi des plantes aromatiques ou de décoration. Certes la plupart des produits disponibles dans les growshops soient destinés à la culture de cannabis, on y trouve également des articles pouvant être utilisés dans d'autres secteurs d'activités comme des extracteurs ou des testeurs de ph.